# Amos Tversky

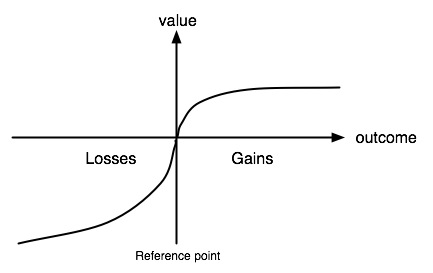
La forma de la función de valor (utilidad) en la teoría de las perspectivas. La asimetría de la función corresponde a la aversión a la pérdida.

Amos Nathan Tversky (en hebreo: עמוס טברסקי‎; 16 de marzo de 1937-2 de junio de 1996) fue un psicólogo cognitivo y psicólogo matemático, pionero de la ciencia cognitiva, colaborador del premio Nobel Daniel Kahneman, y una figura de relevancia en el descubrimiento de sesgos cognitivos y en la gestión del riesgo. Fue coautor del tratado de tres volúmenes titulado Foundations of Measurement. Sus trabajos más tempranos con Kahneman se focalizaron en la psicología de la predicción y en el juicio de probabilidad. Amos Tversky y Daniel Kahneman colaboraron conjuntamente en desarrollar la teoría de prospección. Todas estas investigaciones dieron lugar a la denominada economía conductual.

## Biografía
Tversky nació en Haifa, Palestina británica (ahora Israel), como hijo del veterinario polaco Yosef Tversky y Jenia Tversky (nacida Ginzburg), una trabajadora social que más tarde se convirtió en miembro del parlamento para el Mapai (partido de los trabajadores). Tversky tenía una hermana, Ruth, trece años mayor que él. En la escuela secundaria, Tversky tomó clases del crítico literario Baruch Kurzweil, y se hizo amigo de su compañera de clase Dahlia Ravikovich, quien se convertiría en una galardonada poeta. Durante este tiempo, también fue miembro y líder del Nahal, un movimiento juvenil destinado a combinar la agricultura y el servicio militar.
Tversky sirvió con distinción en las Fuerzas de Defensa de Israel como paracaidista, ascendiendo al rango de capitán y siendo condecorado por su valentía. Se lanzó en paracaídas en zonas de combate durante la crisis de Suez en 1956, comandó una unidad de infantería durante la Guerra de los Seis Días en 1967 y sirvió en una unidad de campo de psicología durante la guerra de Yom Kipur en 1973.
En 1963, Tversky se casó con la psicóloga estadounidense Barbara Gans, ahora profesora en el departamento de desarrollo humano en el Teachers College, en la Universidad de Columbia. Tuvieron tres hijos juntos.
Tversky recibió su licenciatura en la Universidad Hebrea de Jerusalén en Israel en 1961, y su doctorado de la Universidad de Míchigan en Ann Arbor en 1965. Más tarde enseñó en la Universidad Hebrea antes de unirse a la facultad de la Universidad de Stanford en 1978, donde pasó el resto de su carrera. En 1980 se convirtió en miembro de la Academia Americana de Artes y Ciencias. En 1984 recibió la beca MacArthur y en 1985 fue elegido miembro de la Academia Nacional de Ciencias. Tversky, co-receptor con Daniel Kahneman, ganó el Premio Grawemeyer de Psicología de la Universidad de Louisville en 2003. Murió de un melanoma metastásico en 1996. Era un ateo judío.
Seis años después de la muerte de Tversky, Kahneman recibió el Premio Nobel de Economía 2002 por el trabajo que realizó en colaboración con Amos Tversky. (El premio no se otorga a título póstumo). Kahneman dijo a The New York Times en una entrevista poco después de recibir el honor: "Creo que es un premio conjunto. Estuvimos hermanados por más de una década". Tversky también colaboró con otros muchos de los principales investigadores, incluidos Thomas Gilovich, Itamar Simonson, Paul Slovic y Richard Thaler. Una encuesta de Review of General Psychology, publicada en 2002, clasificó a Tversky como el 93.er psicólogo más citado del siglo XX, junto a Edwin Boring, John Dewey y Wilhelm Wundt.

## Obra

### Trabajo con Daniel Kahneman
El trabajo más influyente de Amos Tversky se realizó con su colaborador de largo recorrido, Daniel Kahneman, en una sociedad que comenzó a fines de los años sesenta. Su trabajo exploró los sesgos y fracasos en la racionalidad que se exhiben continuamente en la toma de decisiones humanas. Comenzando con su primer artículo juntos, "Creencia en la ley de los números pequeños", Kahneman y Tversky expusieron once "ilusiones cognitivas" que afectan el juicio humano, con frecuencia utilizando experimentos empíricos a pequeña escala que demuestran cómo los sujetos toman decisiones irracionales en condiciones inciertas. Este trabajo tuvo una gran influencia en el campo de la economía, que en gran parte presumía la racionalidad de todos los actores.

### Ignorancia comparativa
Tversky y Fox (1995) abordaron la aversión a la ambigüedad, la idea de que a las personas no les gustan las apuestas ambiguas o las elecciones con ambigüedad, con el marco de la ignorancia comparativa. Su idea era que las personas solo son adversas a la ambigüedad cuando su atención se dirige específicamente a la ambigüedad al comparar una opción ambigua con una opción no ambigua. Por ejemplo, las personas están dispuestas a apostar más para elegir una bola de color correcta de una urna que contiene proporciones iguales de bolas negras y rojas que una urna con proporciones de bolas desconocidas al evaluar ambas urnas al mismo tiempo. Sin embargo, al evaluarlas por separado, las personas están dispuestas a apostar aproximadamente la misma cantidad en cada urna. Por lo tanto, cuando es posible comparar la apuesta ambigua con una apuesta no ambigua, las personas son adversas, pero no cuando uno ignora esta comparación.

## En la cultura popular

### Prueba de inteligencia de Tversky
Según lo relatado por Malcolm Gladwell en 2013, en David y Goliath: Underdogs, Misfits y The Art of Battling Giants, los compañeros de Tversky lo consideraron tan bien que idearon una prueba  para probar la inteligencia. Según lo relacionado con Gladwell por el psicólogo Adam Alter, la prueba de inteligencia de Tversky fue "Cuanto más rápido te diste cuenta de que Tversky era más inteligente que tú, más inteligente eras".

### El proyecto de deshacer
El libro de Michael Lewis, El proyecto de deshacer: una amistad que cambió nuestras mentes, publicado el 16 de diciembre de 2016, trata sobre Amos Tversky y Daniel Kahneman, y es la "historia de sus vidas y su trabajo conjunto".